# Joaquim Nicolau
Joaquim Manuel da Anunciação Nicolau (Louriçal do Campo, Castelo Branco, 25 de Julho de 1964) é um actor português, conhecido por fazer drama e comédia, e especialmente televisão. Actuou na peça A Crise dos 40, e fez parte do elenco de Malucos do Riso durante vários anos.
Fez parte do grupo Meia Preta, com Filipe Crawford e André Gago, entre outros. Este grupo, que se formou a meio da década de oitenta do século XX, trabalhava a técnica da máscara e a commedia dell'arte, a ele muito deve o actual teatro de máscaras em Portugal.
Os Comicazes e a Vã Guarda, Os Portas, a Gargalhada de Yorick, são alguns dos espectáculos em que participou.

## Filmografia

### Televisão
- Elenco principal, Os Batanetes, TVI 2025
- Elenco principal, Bispo em Salto de Fé, RTP1 2024
- Elenco principal, José Oliveira em Festa É Festa, TVI 2022-2025
- Co-Antagonista, Peter Benvindo em Amar Demais, TVI 2020/2021
- Elenco Principal, Fernando Luis Cabrita em A Generala, SIC/OPTO 2020
- Elenco principal, Ribeiro Casais em A Espia, RTP1 2020
- Elenco principal, Esteves em O Nosso Cônsul em Havana, RTP1 2019
- Elenco principal, Júlio em Alguém Perdeu, CMTV 2019
- Elenco principal, Conselheiro Real em País Irmão, RTP1 2017
- Elenco principal, Raúl Mendes em O Sábio, RTP1 2017
- Participação especial, Figueira em Filha da Lei, RTP1 2017
- Participação especial, Antunes em Inspector Max, TVI 2017
- Participação especial, Pai Bernardo em Os Jogadores, RTP Arena eSports 2017
- Participação especial, Homem Câmara Municipal em Mulheres Assim, RTP1 2016
- Participação especial, Júlio Coelho em A Casa é Minha, TVI 2016
- Participação especial, Fernandes em Aqui Tão Longe, RTP1 2016
- Elenco principal, Alfredo Dias em Poderosas, SIC 2015-2016
- Participação especial, Presidente da Câmara em Bem-Vindos a Beirais, RTP1 2014
- Elenco principal, Pai de Cristina em I Love It, TVI 2014
- Elenco principal, Valdemar Damásio em Os Nossos Dias, RTP1 2013-2016
- Elenco principal, Carlos Costa em Depois do Adeus, RTP1 2012
- Elenco adicional, Lázaro em Hotel Cinco Estrelas, RTP1 2012
- Elenco principal, Agostinho em Rosa Fogo, SIC 2011-2012
- Participação especial, em Morangos Com Açúcar, TVI 2011
- Elenco principal, Ramiro em A Sagrada Família, RTP 2010
- Participação especial, Médico em Espírito Indomável, TVI 2010
- Participação especial, Jacinto em Cidade Despida, RTP 2010
- Elenco principal, Humberto em Conexão, TVG e RTP1 2009
- Elenco principal, Padre Valente em Sentimentos, TVI 2009
- Participação especial, Melo Agapito em Camilo - o Presidente, SIC 2009
- Participação especial, Pai de Diana em T2 Para 3, RTP 2009
- Participação especial, Januário em Conta-me como foi, RTP 2008
- Elenco principal, Zé Bento em A Outra, TVI 2008
- Elenco principal, Tó em Casos da Vida (2008), TVI 2007-2008
- Elenco principal, várias personagens em Ainda Bem Que Apareceste, RTP 2007
- Elenco principal, João Chagas em O Dia do Regicídio, RTP 2007
- Elenco principal, André Guerra em Aqui Não Há Quem Viva, SIC 2006-2007
- Elenco principal, várias personagens em Malucos do Riso, SIC 1999-2006 (várias séries)
- Elenco adicional, Eduardo em O Bando dos Quatro, TVI 2006
- Elenco adicional, Produtor em Floribella, SIC 2006
- Elenco principal, Pirraça em Quando os Lobos Uivam, RTP 2005
- Participação especial, Yurin em Inspector Max, TVI 2005
- Elenco principal, várias personagens em Maré Alta, SIC 2004
- Elenco principal, Cristino em Baía das Mulheres, TVI 2004
- Participação especial, em B.R.I.G. A.D., TF1 2004
- Elenco principal, José Lima em Saber Amar, TVI 2003
- Participação especial, em Ana e os Sete, TVI 2003
- Participação especial, Isaac em Coração Malandro, TVI 2003
- Elenco adicional, Amílcar em Anjo Selvagem, TVI 2002
- Elenco principal, Paulo em Bons Vizinhos, TVI 2002
- Participação especial, em Bairro da Fonte, SIC 2001
- Elenco adicional, em Filha do Mar, TVI 2001
- Participação especial, em Fábrica de Anedotas, RTP 2001
- Participação especial, em Cuidado com as Aparências, SIC 2001
- Elenco principal, Zé Maria em Olhos de Água, TVI 2000-2001
- Participação especial, Pai de Nico em Super Pai, TVI 2000
- Elenco adicional, Raúl em Jardins Proibidos, TVI 2000
- Participação especial, em Crianças S.O.S, TVI 2000
- Participação especial, em O Fura Vidas, SIC 2000
- Participação especial, em A Loja do Camilo, SIC 1999
- Participação especial, Chulo em Jornalistas, SIC 1999
- Elenco principal, Ernesto em Capitão Roby, SIC 1999
- Participação especial, em Médico de Família, SIC 1999
- Participação especial, em O Meu, o Teu e o Nosso, RTP 1999
- Elenco principal, Zé Manel em Diário de Maria, RTP 1998
- Elenco principal, Mariano em Camilo na Prisão, SIC 1997-1998
- Participação especial, Taxista em Terra Mãe, RTP 1997
- Participação especial, Fotógrafo em Não Há Duas Sem Três, RTP 1997
- Elenco adicional, Joaquim em A Grande Aposta, RTP 1997
- Participação especial, em Filhos do Vento, RTP 1996
- Participação especial, Palhaço em Alhos e Bugalhos, RTP 1996
- Participação especial, em Pensão Estrela, SIC 1995
- Participação especial, em A Banqueira do Povo, RTP 1993
- Elenco adicional, Agente da PJ em Cinzas, RTP 1992
- Participação especial, em O Quadro Roubado, RTP 1992

### Cinema
- Osório em Zeus, de Paulo Filipe, 2016
- Agente da GNR em O Leão da Estrela, de Leonel Vieira, 2015
- 2º Colega PJ em Cinzento e Negro, de Luís Filipe Rocha, 2015
- The Last Nazi Hunter 2, de Carlos Silva, 2015 (curta-metragem)
- Inspector Machado em O Pátio das Cantigas, de Leonel Vieira, 2015
- Serralheiro em Os Gatos não Têm Vertigens, de António-Pedro Vasconcelos, 2014
- Alfredo Piçabarro em Eclipse em Portugal, de Alexandre Valente, 2014
- Capitão Português em Njinga, Rainha de Angola, 2013
- Óscar em O Tesouro, de Marcantonio Del Carlo e Gonçalo Silva, 2013
- Cool, para a Escola Superior de Artes Aplicadas, 2012 (curta-metragem)
- Comissário em Al Fachada, de Duarte Cascais Lopes, 2012
- Branco, de Luís Alves, 2012 (curta-metragem)
- Laboratório, de Nuno Vieira, 2011 (curta-metragem)
- Dilemma, de Franscisco Saalfeld, 2011 (curta-metragem)
- Duarte em Um Pequeno Desvio, de Nuno Franco, 2011 (telefilme)
- Segurança em Tempo Final, de Leonel Vieira, 2010
- Part-Time Queen, para a Escola Superior de Artes e Design, 2010 (curta-metragem)
- José Seabra em Aristides de Sousa Mendes - O Cônsul de Bordéus, de Francisco Manso, 2010
- Taxista em Um Funeral à Chuva, de Telmo Martins, 2009
- Dr. Machado em Contrato, de Nicolau Breyner, 2008
- Cliente em Arte de Roubar, de Leonel Vieira, 2008
- Mecânico em Do Outro Lado do Mundo, de Leandro Ferreira, 2007
- Marcelino em Julgamento, de Leonel Vieira, 2007
- Ramalho em Filme da Treta, de José Sacramento, 2006
- Perito da PJ em Um Tiro no Escuro, de Leonel Vieira, 2004
- Ferreiro em Lagardère, de Henri Helman, 2003 (telefilme francês)
- Sérgio Mano em Os Imortais, de António Pedro Vasconcelos, 2003
- Camionista em Les frangines, de Laurence Katrian, 2002 (telefilme francês)
- As Dioptrias de Elisa, de António Escudeiro, 2001
- Terrorista em A Bomba, de Leonel Vieira, 2001
- Mausolée por une garce, de Arnaud Sélignac, 2001 (telefilme)
- Sargento Costa em A Noiva, de Luís Galvão Teles, 2000
- Chico em Mustang, de Leonel Vieira, 2000
- Tráfico de Crianças em Lisboa, de Franck Apprederis, 1999
- Homem na Multidão em Capitães de Abril, de Maria de Medeiros, 1999
- Polícia em O Ralo, de Tiago Guedes e Frederico Serra, 1999
- Trabalhador em Zona J, de Leonel Vieira, 1998
- Guerrilheiro em The Garden of Redemption, de Thomas Michael Donnelly, 1996
- Armando em Cinco Dias, Cinco Noites, de José Fonseca e Costa, 1995